# Lijst van Belgische adelsverheffingen 1933
Personen die in 1933 in de Belgische adelstand werden opgenomen of een adellijke titel ontvingen.

## Prins
- Leopold de Croÿ-Solre (1877-1965), adelserkenning in de Belgische erfelijke adel, met de titel prins, overdraagbaar op alle afstammelingen.

## Graaf
- Graaf André de Kerchove de Denterghem, ambassadeur, uitbreiding van zijn titel tot alle afstammelingen die de naam dragen.
- Jonkheer Oscar de Lichtervelde (1868-1957), eerste voorzitter van het hof van beroep in Brussel, persoonlijke titel graaf.

## Baron
- Firmin Vandenbosch (1864-1949), procureur-generaal, erfelijke adel en de titel van baron, overdraagbaar bij eerstgeboorte.
- Jonkheer Emmanuel Descamps (1886-1968), titel van baron, overdraagbaar bij eerstgeboorte.
- Edouard Du Bost, senator, erfelijke adel en persoonlijke titel baron.
- Jonkheer Robert Gendebien, de titel van baron, overdraagbaar bij eerstgeboorte.
- Jonkheer Georges Gendebien (1889-1940), de titel van baron, overdraagbaar bij eerstgeboorte. Gesneuveld op 12 mei 1940.
- Charles Henin (1879-1962), erfelijke adel en de persoonlijke titel baron.
- Jonkheer Paul Houtart (1884-1966), de titel baron, overdraagbaar bij eerstgeboorte.
- Jonkheer Adelin van de Werve de Schilde (1868-1939), de titel baron, overdraagbaar bij eerstgeboorte.
- Ridder Fernand de Wouters d'Oplinter (1868-1942), volksvertegenwoordiger, minister van economische zaken, de titel baron, overdraagbaar bij eerstgeboorte.

## Barones
- Pauline Jooris (1870-1960), weduwe van Charles de Peñaranda de Franchimont, (1861-1924), persoonlijke adel en de titel barones.

## Ridder
- Eugène Soil (1853-1934), magistraat, erfelijke adel en de persoonlijke titel ridder.

## Jonkheer
- Edouard Bernays (1874-1940), advocaat, erfelijke adel.
- Fernand Casier (1880-1977), erfelijke adel.
- René de la Fontaine (1869-1963), erfelijke adel.
- Leon van Iseghem van Aeltert (1889-1970), erfelijke adel. De titel burggraaf van zijn oom Paul van Iseghem werd in 1932 op hem overdraagbaar verklaard, maar hij liet na de noodzakelijke open brieven te lichten.
- Pierre Nothomb, erfelijke adel.
- Albert Speeckaert (1881-1960), erfelijke adel.